# Prionothelphusa
Prionothelphusa is een geslacht van kreeftachtigen uit de klasse van de Malacostraca (hogere kreeftachtigen).

## Soort
- Prionothelphusa eliasi Rodríguez, 1980